# Ласкано, Хуан
Хуан Ласкано (англ. Juan Lazcano; род. 23 марта 1975, Сьюдад-Хуарес, Мексика) — мексиканский боксёр-профессионал, выступавший в первой полусредней и лёгкой весовых категориях, чемпион мира по версиям WBF (1996 — 1997) и IBA (2001 — 2003) в лёгком весе, претендент на титул чемпиона мира по версии WBC (2004) в лёгком весе и IBO (2008) в первом полусреднем весе. Занимал третью позицию в рейтинге лёгкого веса WBA в 2003 году.

## Карьера
Хуан Ласкано дебютировал на профессиональном ринге 21 июля 1993 года победив американца Криса Креспина (2-6-3). 19 декабря 1996 года провёл  поединок за вакантный титул чемпиона мира по версии WBF против Даниэля Лухана (11-3-1), который завершился вничью. 20 февраля 1997 года вновь встретился в Луханом в бою за чемпионский титул WBF, на этот раз Ласкано сумел нокаутировать соперника. 11 июля 1997 года победил раздельным судейским решением Джеймса Крэйтона (22-7) и защитил титул чемпиона мира по версии WBF. 
16 июня 2000 года победил технически нокаутом пуэрториканца Вильфредо Васкеса (52-8-2) и завоевал титул чемпиона по версии NABF. 27 октября 2000 года защитил титул в бою против Дорина Спиви (26-1). 5 мая 2001 года победил Джона Джона Молину (52-6) и защитил титул чемпиона по версии NABF, а также завоевал титул чемпиона мира по версии IBA. 1 сентября 2001 года нокаутировал мексиканца Хулио Альвареса (24-7-1) и защитил титулы NABF и IBA. 19 июля 2002 года победил техническим нокаутом Бенито Родригес (34-36-4)и защитил титул IBA. 20 сентября 2002 года победил Дэвида Армстронга (19-7-2) и защитил титулы NABF и IBA. 13 февраля 2003 года одержал победу над Дэнни Риосом (14-3-2) и защитил титул чемпиона мира по версии IBA.
5 июня 2004 года проиграл единогласным судейским решением Хосе Луису Кастильо (49-6-1) в бою за вакантный титул чемпиона мира по версии WBC. 25 мая 2008 года провёл свой последний поединок на профессиональном ринге проиграв единогласным судейским решением Рикки Хаттону (43-1) в бою за титул чемпиона мира по версии IBO.